# 浙江大学数学科学研究中心
浙江大学数学科学研究中心是一个直属于浙江大学的国际数学研究机构，成立于2002年8月。
研究中心的目标为「以大力开展高层次学术活动、从事国际一流的原始创新研究和培养杰出青年数学人才为第一要务，力争尽早建设成为世界第一流的数学研究中心。」
研究中心主任、学术委员会主任为丘成桐，名誉主任为陈省身和苏步青。